# Kimba de Witte Leeuw
Kimba de Witte Leeuw (Japanse titel Jungle Emperor (ジャングル大帝, Janguru Taitei), Engelse titel Kimba the White Lion), is een Japanse animeserie gebaseerd op de manga Jungle Emperor. De serie werd bedacht door Osamu Tezuka, en uitgezonden van 1965 tot 1966 met een totaal van 52 afleveringen.
De anime is wereldwijd een succes geworden, vooral in Australië en de Verenigde Staten.

## Verhaal
De serie begint in Afrika, midden 20e eeuw. De mensheid vormt een steeds grotere bedreiging voor de wildernis, dus leidt een witte leeuw genaamd Caesar een groep dieren naar een veiligere plek. Hij maakt echter de fout het vee van een nabijgelegen dorp aan te vallen om voor voedsel voor hem en de andere roofdieren te zorgen. Door deze aanvallen op hun vee huren de dorpelingen een professionele jager in genaamd Viper Snakley (Ham Egg in de Japanse versie). Viper doodt Caesar, en vangt de leeuwin die bij hem was. Zij zal naar een dierentuin worden gebracht per schip. Tijdens de reis bevalt de leeuwin van een welp genaamd Kimba.
Tijdens de reis leert Kimba van zijn moeder de idealen van zijn vader. Wanneer het schip in een zware storm beland, kan Kimba ontsnappen en valt in zee. Hij spoelt aan op het strand, alwaar hij wordt gevonden door een paar mensen. Ze nemen hem mee en verzorgen hem. Tijdens zijn verblijf bij de mensen leert Kimba de voordelen van de menselijke cultuur kennen, en neemt zich voor bij zijn terugkeer in de jungle de dieren meer beschaving bij te brengen zodat er hopelijk eindelijk vrede komt.
De rest van de serie focust op Kimba’s terugkeer in de jungle. Hij moet ondanks zijn jonge leeftijd zijn vaders plaats als keizer van de jungle innemen en proberen de orde te herstellen. Ondertussen probeert hij de band tussen mensen en dieren te versterken.

## Rolverdeling
De Engelse stemmen werden verzorgd door:
- Billie Lou Watt - Kimba, Snowene, Dodie Deer, Gypsy
- Gilbert Mack - Pauley Cracker
- Frank Fontaine - Bucky
- Hal Studer - Roger Ranger
- Ray Owens - Narrator, Dan'l, Caesar
- Sonia Owens- Kitty
- Billy Bletcher - Kelly Phunt
- Jackson Beck - Boss Rhino
- Mel Blanc - Harvey Hedgehog
- Jerry Mathers - Beaver
- Buddy Hackett - Aardvark

## Spin-offs
De serie kreeg een aantal spin-offs:
- Leo the Lion: alias The New Jungle Emperor - Onward Leo!, een direct vervolg op deze serie.
- The New Adventures of Kimba The White Lion, een tweede serie bestaande uit 52 afleveringen.
- Jungle Emperor Leo: een film uit 1997 gebaseerd op de serie.

## Vergelijking metDe Leeuwenkoning
In 1994, na het uitkomen van de Disneyfilm De Leeuwenkoning, begonnen de geruchten dat Disney “Kimba de Witte Leeuw” als inspiratiebron had gebruikt voor de film. Disney hield echter vol nog nooit van Kimba te hebben gehoord tot De Leeuwenkoning was uitgekomen. Sommigen vonden echter dat De Leeuwenkoning personages en scènes bevat die sterke overeenkomsten met Kimba vertoonden.
De controverse rondom dit onderwerp heeft jaren geduurd en werd zelfs geparodieerd in de aflevering "'Round Springfield" van The Simpsons.